# Liste der Biografien/Vl
Liste der Biografien |
Portal Biografien |
Personensuche
# |
A |
B |
C |
D |
E |
F |
G |
H |
I |
J |
K |
L |
M |
N |
O |
P |
Q |
R |
S |
T |
U |
V |
W |
X |
Y |
Z |
?
 
Va |
Vd |
Ve |
Vh |
Vi |
Vj |
Vl |
Vn |
Vo |
Vr |
Vs |
Vt |
Vu |
Vy
Die Liste der Biografien führt alle Personen auf, die in der deutschsprachigen Wikipedia einen Artikel haben. Dieses ist eine Teilliste mit 199 Einträgen von Personen, deren Namen mit den Buchstaben „Vl“ beginnt.

## Vl

### Vla
- Vlaanderen, Bert van (* 1964), niederländischer Marathonläufer
- Vlaar, Ron (* 1985), niederländischer Fußballspieler
- Vlaardingerbroek, Eva (* 1996), niederländische Aktivistin, Influencerin und ehemalige Politikerin (FvD)Eva Vlaardingerbroek (* 1996)

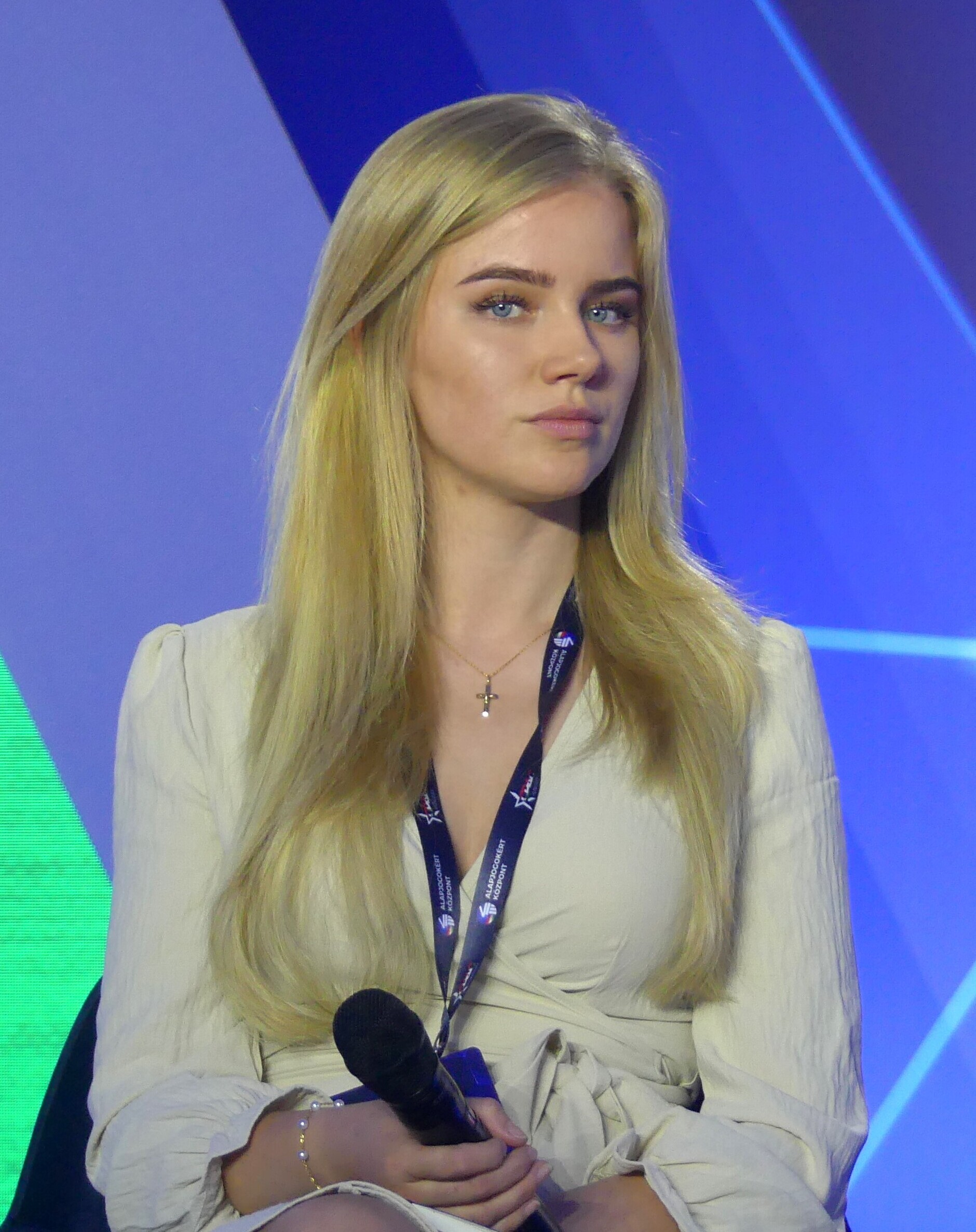
Eva Vlaardingerbroek (* 1996)

- Vlaardingerbroek, Kees (* 1962), niederländischer Musikwissenschaftler
- Vlaarkamp, Sefa (* 2000), niederländischer Musikproduzent, Frenchcore- und Hardcore-DJ
- Vlach, Josef (1923–1988), tschechischer Geiger und Dirigent
- Vlach, Karel (1911–1986), tschechischer Bandleader
- Vlach, Oldřich (* 1941), tschechischer Schauspieler
- Vlachodimos, Odisseas (* 1994), griechisch-deutscher Fußballtorhüter
- Vlachodimos, Panagiotis (* 1991), griechischer Fußballspieler
- Vlachopoulos, Angelos (* 1991), griechischer Wasserballspieler
- Vlachopoulos, Nektarios (* 1986), deutscher Slampoet
- Vlachos, Angelos (1838–1920), neugriechischer Dichter und Schriftsteller
- Vlachos, Hierotheos (* 1945), griechisch-orthodoxer Bischof
- Vlachou, Eleni (1911–1995), griechische Journalistin und Redakteurin
- Vlachý, Jan (1937–2010), tschechischer Informationswissenschaftler
- Vláčil, František (1924–1999), tschechischer Regisseur
- Vlacq, Adriaan (1600–1667), niederländischer Verleger und Mathematiker
- Vlad II. Dracul (1395–1447), Fürst der Walachei
- Vlad III. Drăculea, Woiwode der WalacheiVlad III.

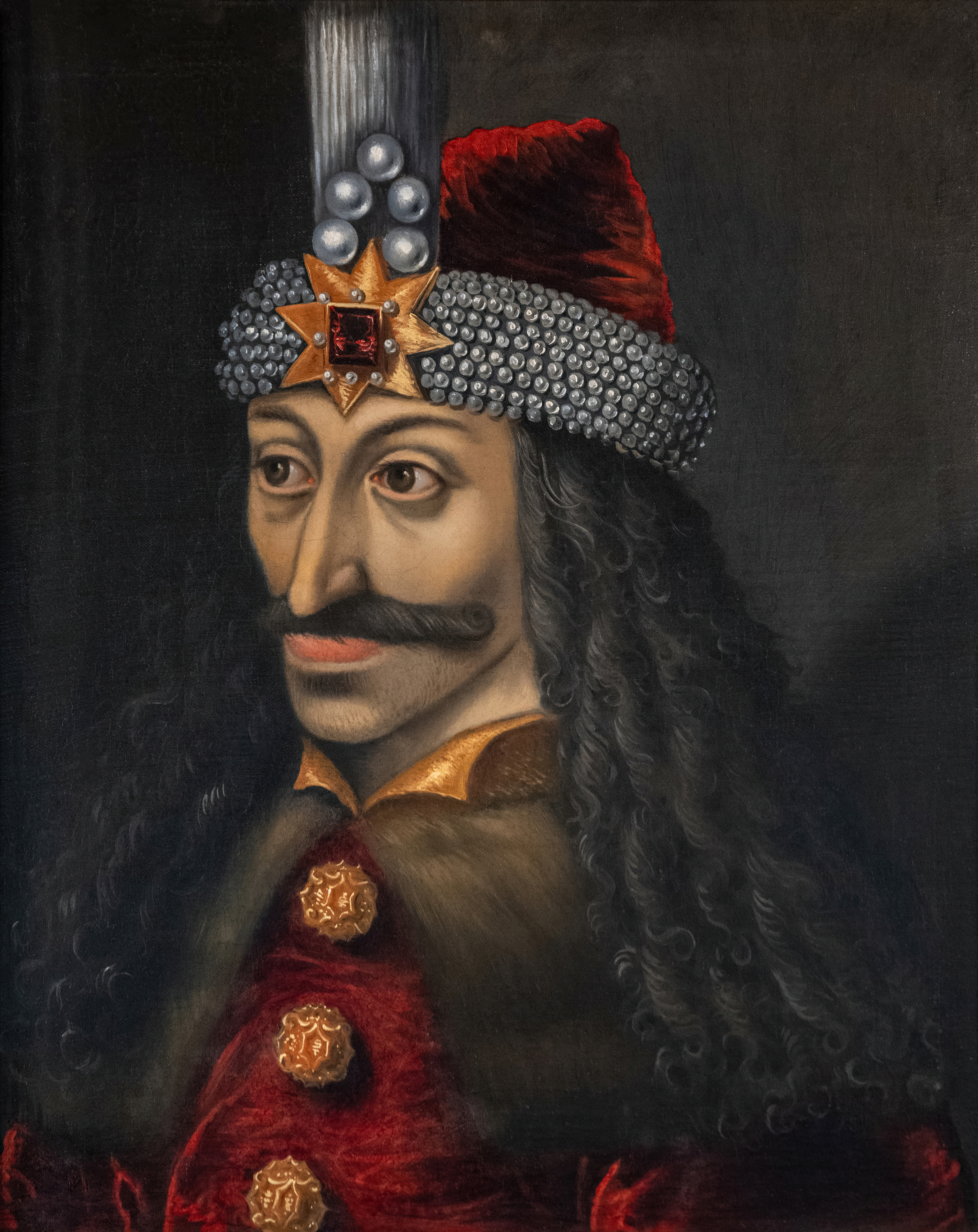
Vlad III.

- Vlad, Nicu (* 1963), rumänisch-australischer Gewichtheber
- Vlad, Remus (* 1946), rumänischer Fußballspieler und -trainer
- Vlad, Roman (1919–2013), italienischer Komponist
- Vladár, Gábor (1881–1972), ungarischer Jurist, Politiker und Justizminister
- Vladar, Horst (* 1941), deutscher Regisseur und Opernsänger
- Vladar, Stefan (* 1965), österreichischer Pianist und Dirigent
- Vlădărău, Marilena (* 1963), rumänische Kunstturnerin
- Vladavić, Admir (* 1982), bosnischer Fußballspieler
- Vlădea, Constantin (1923–2015), rumänischer Skisportler, Trainer und Funktionär
- Vlademir (* 1979), brasilianischer Fußballspieler
- Vladi, Farhad (* 1945), deutscher Geschäftsmann und Inselmakler
- Vladi, Firouz (* 1948), deutscher Historiker, Geologe und Autor
- Vladić, Franjo (1950–2024), jugoslawischer Fußballspieler und -trainer
- Vladimir, Ivica (1965–2016), kroatischer Fußballspieler
- Vladimir, Timm (* 1968), dänischer Schauspieler und Moderator
- Vladimirescu, Tudor († 1821), rumänischer Anführer des walachischen Aufstands (1821)
- Vladimirovas, Levas (1912–1999), litauischer Bibliothekar und Hochschullehrer
- Vladislav Heinrich († 1222), Herzog von Böhmen und Markgraf von Mähren
- Vladislav I. († 1125), Fürst von Böhmen aus dem Geschlecht der Přemysliden
- Vladislav II. († 1174), böhmischer Herzog, der den Königstitel für sich und sein Reich sicherte
- Vladislav II. (1456–1516), König von Böhmen und UngarnVladislav II. (1456–1516)

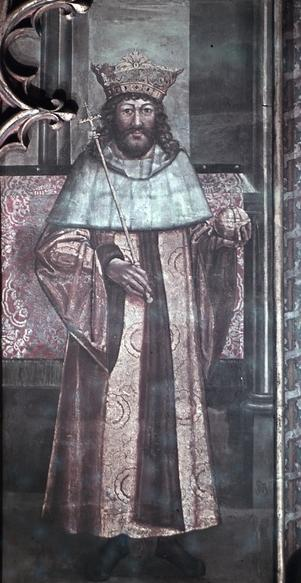
Vladislav II. (1456–1516)

- Vladislavić, Ivan (* 1957), südafrikanischer Schriftsteller
- Vladislavitsch, Sava (1668–1738), serbisch-russischer Kaufmann und Diplomat
- Vladivoj († 1003), Herzog von Böhmen
- Vlădoiu, Ion (* 1968), rumänischer Fußballspieler und -trainer
- Vladulescu, Mirela (* 1977), deutsche Tennisspielerin
- Vladutescu, Gheorghe (* 1937), rumänischer Philosoph
- Vlady, Lana (* 1987), russisch-italienische Schauspielerin und Regisseurin
- Vlady, Marina (* 1938), französische Schauspielerin und Autorin
- Vladyka, Christa (* 1955), österreichische Politikerin (SPÖ), Landtagsabgeordnete, Mitglied des Bundesrates
- Vladyka, Petr (* 1974), tschechischer Futsal- und Fußballspieler
- Vlaeminck, Tayla (* 1998), australische Cricketspielerin
- Vlah, Aleks (* 1997), slowenischer Handballspieler
- Vlah, Irina (* 1974), moldauische Politikerin der autonomen Region Gagausien
- Vlah, Lucija (* 1994), kroatische Badmintonspielerin
- Vlahos, Alexander (* 1988), walisischer SchauspielerAlexander Vlahos (* 1988)

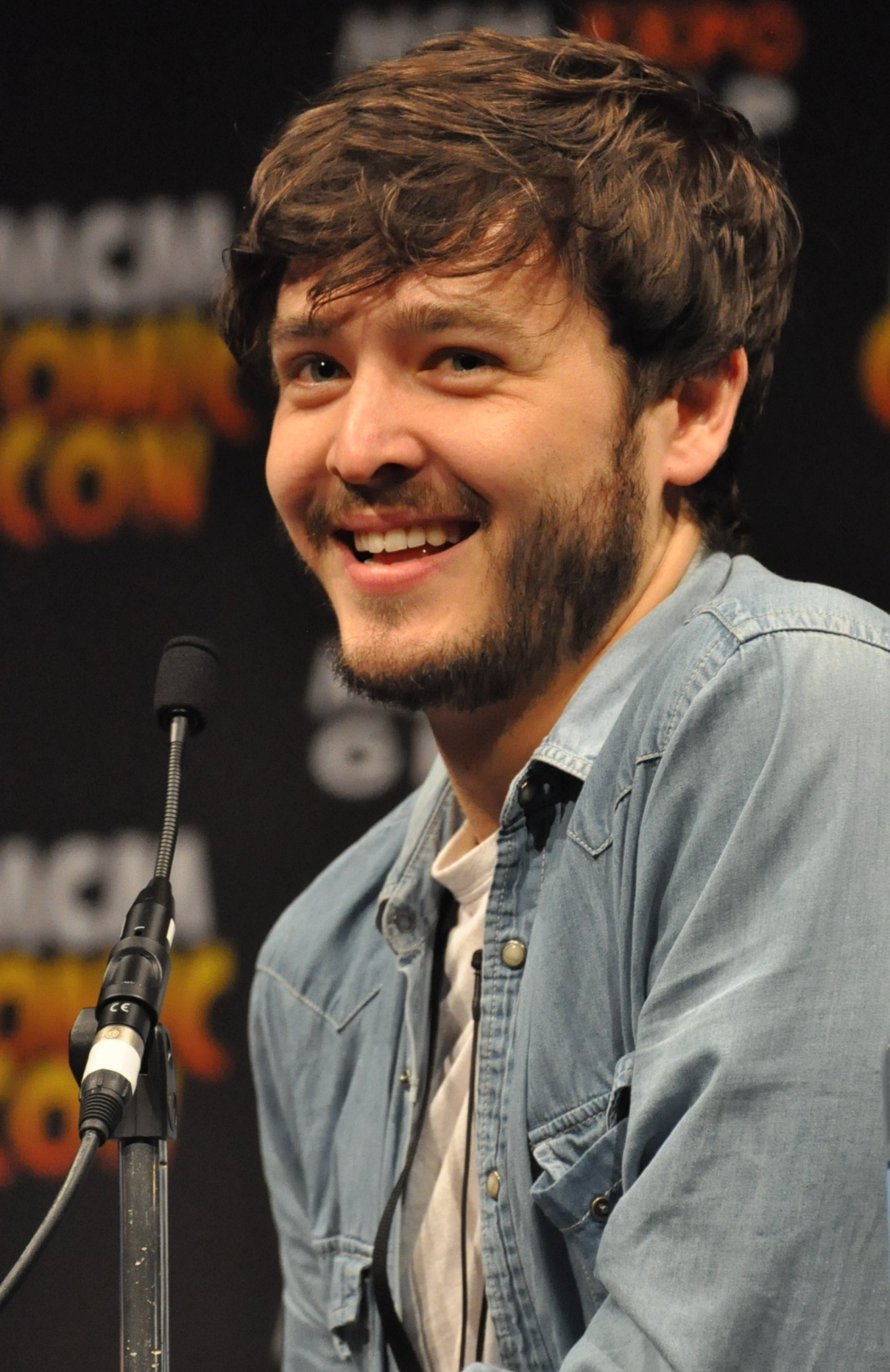
Alexander Vlahos (* 1988)

- Vlahos, Eros (* 1995), britischer Schauspieler und Comedian
- Vlahos, Paul, US-amerikanischer Filmtechnikpionier
- Vlahos, Petro (1916–2013), US-amerikanischer Filmtechnikpionier
- Vlahov, Andrew (* 1969), australischer Basketballspieler
- Vlahov, Len (1940–1997), australischer Diskuswerfer
- Vlahović, Dušan (* 2000), serbischer FußballspielerDušan Vlahović (* 2000)

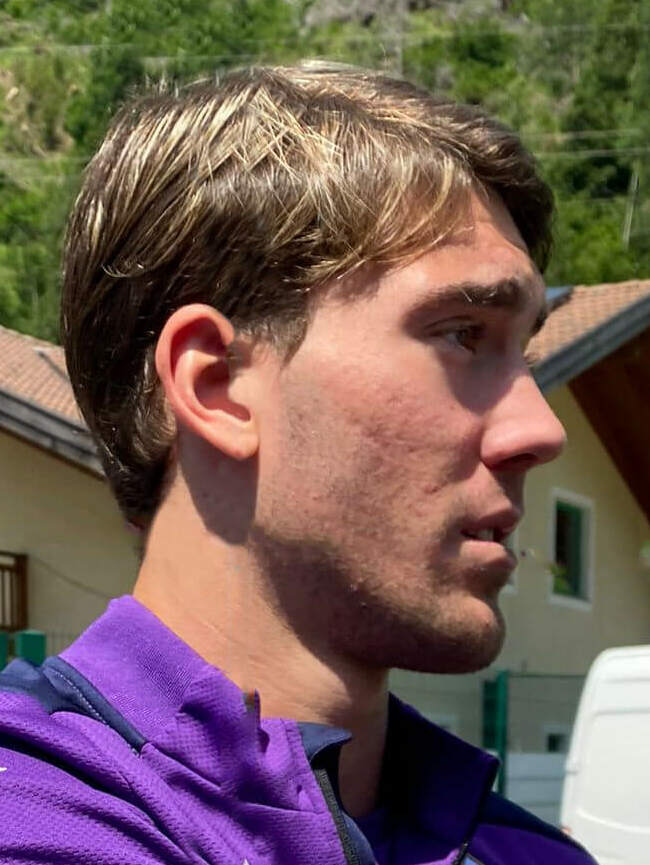
Dušan Vlahović (* 2000)

- Vlahovic, Dusan Zlatko (* 2000), bolivianischer Leichtathlet
- Vlahović, Helga (1945–2012), österreichisch-kroatische Moderatorin, Journalistin und Fernsehproduzentin
- Vlahovic, Milana (* 1997), deutsch-serbische Handballspielerin
- Vlahović, Sanja (* 1973), montenegrinische Ökonomin und Politikerin
- Vlahović, Željko (* 1973), kroatischer Pianist
- Vlahuță, Alexandru (1858–1919), rumänischer Schriftsteller
- Vlaicov, Eleonora (* 1945), rumänische Tischtennisspielerin
- Vlaicu, Aurel (1882–1913), Ingenieur, Pionier der Luftfahrtgeschichte
- Vlajković, Radovan (1922–2001), jugoslawischer Politiker
- Vlak, Kees (1938–2014), niederländischer Komponist und Musiker
- Vlak, Marijan (* 1955), kroatischer Fußballspieler und -trainer
- Vlaminck, Dennis (* 1970), deutscher Schriftsteller und Journalist
- Vlaminck, Maurice de (1876–1958), französischer Maler, Grafiker und Autor
- Vlaming van Oudshoorn, Cornelis de (1613–1688), holländischer Edelmann und Amsterdamer Bürgermeister
- Vlaming van Oudshoorn, Dirck de (1574–1643), holländischer Aristokrat und Amsterdamer Bürgermeister
- Vlaming van Oudshoorn, Pieter de (1563–1628), Bürgermeister von Amsterdam
- Vlaming, Miriam (* 1971), niederländische Malerin
- Vlamingh, Willem de (1640–1698), holländischer Seefahrer und Entdecker
- Vlaović, Goran (* 1972), kroatischer Fußballspieler
- Vlap, Michel (* 1997), niederländischer Fußballspieler
- Vlasák, Bohumil (1871–1945), tschechoslowakischer Jurist, Ökonom, Politiker und Finanzminister
- Vlasák, Jan (* 1943), tschechischer Schauspieler
- Vlasák, Jan (* 1965), tschechisch-deutscher Schriftsteller
- Vlasák, Oldřich (1955–2024), tschechischer Politiker (ODS), MdEP
- Vlasák, Tomáš (* 1975), tschechischer Eishockeyspieler
- Vlasáková, Lenka (* 1972), tschechische Schauspielerin
- Vlascenko, Andrejs (* 1974), deutscher Eiskunstläufer, Trainer und Schauspieler
- Vlase, Oprea (1927–2011), rumänischer Handballtrainer
- Vlašić, Blanka (* 1983), kroatische Leichtathletin (Hochsprung)Blanka Vlašić (* 1983)

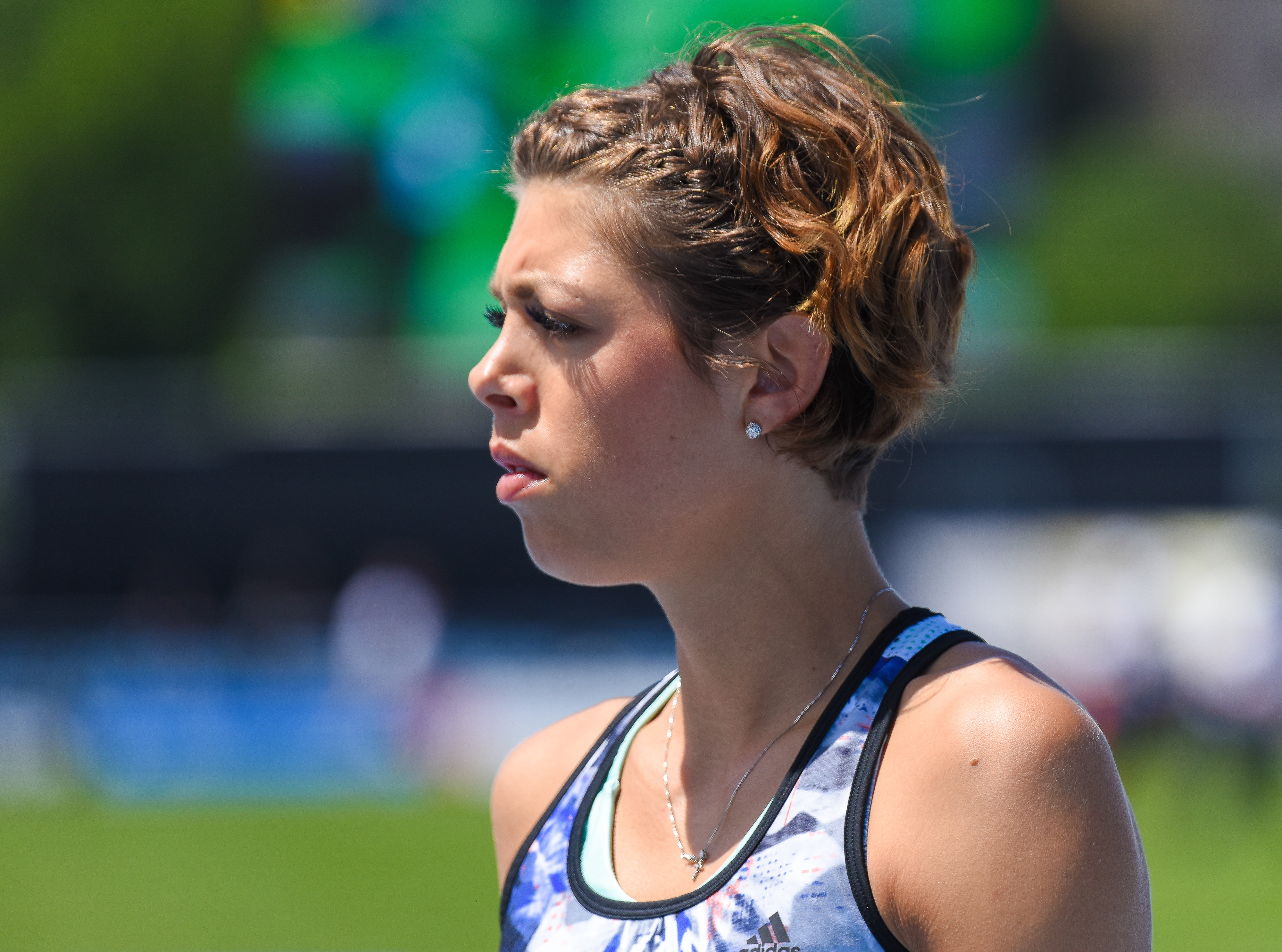
Blanka Vlašić (* 1983)

- Vlašić, Franjo (1766–1840), kroatischer General und Ban von Kroatien
- Vlasic, Marc-Édouard (* 1987), kanadischer Eishockeyspieler
- Vlašić, Nikola (* 1997), kroatischer Fußballspieler
- Vlasic, Valentina (* 1980), österreichische Kunsthistorikern
- Vlasich, Joško (* 1950), österreichischer Lehrer und Politiker (Grüne), Landtagsabgeordneter
- Vlasov, Alexandre (1880–1961), russischer Reeder
- Vlasov, Boris (1913–1987), russischer Reeder
- Vlassakis, James Spyridon, australischer Serienmörder
- Vlasselaer, Clara (* 2001), belgische Tennisspielerin
- Vlassov, Julia (* 1990), US-amerikanische Eiskunstläuferin
- Vlastimir, serbischer Groß-Župan
- Vlasto, Dominique (* 1946), französische Politikerin (UMP), MdEP
- Vlasto, Julie (1903–1985), französische Tennisspielerin
- Vlastos, Gregory (1907–1991), amerikanischer Philosophiehistoriker
- Vlaswinkel, Yara (* 2005), niederländische Handballspielerin
- Vlatko Paskačić, serbischer Sebastokrator, Knes von Slavište
- Vlatković, Radovan (* 1962), kroatischer Hornist
- Vlatkovich, Michael (* 1951), US-amerikanischer Jazzposaunist, Komponist, Arrangeur und Bandleader
- Vlatten, Johann von (1498–1562), deutscher Humanist, Politiker und Kanoniker
- Vlautin, Willy (* 1967), US-amerikanischer Schriftsteller und MusikerWilly Vlautin (* 1967)

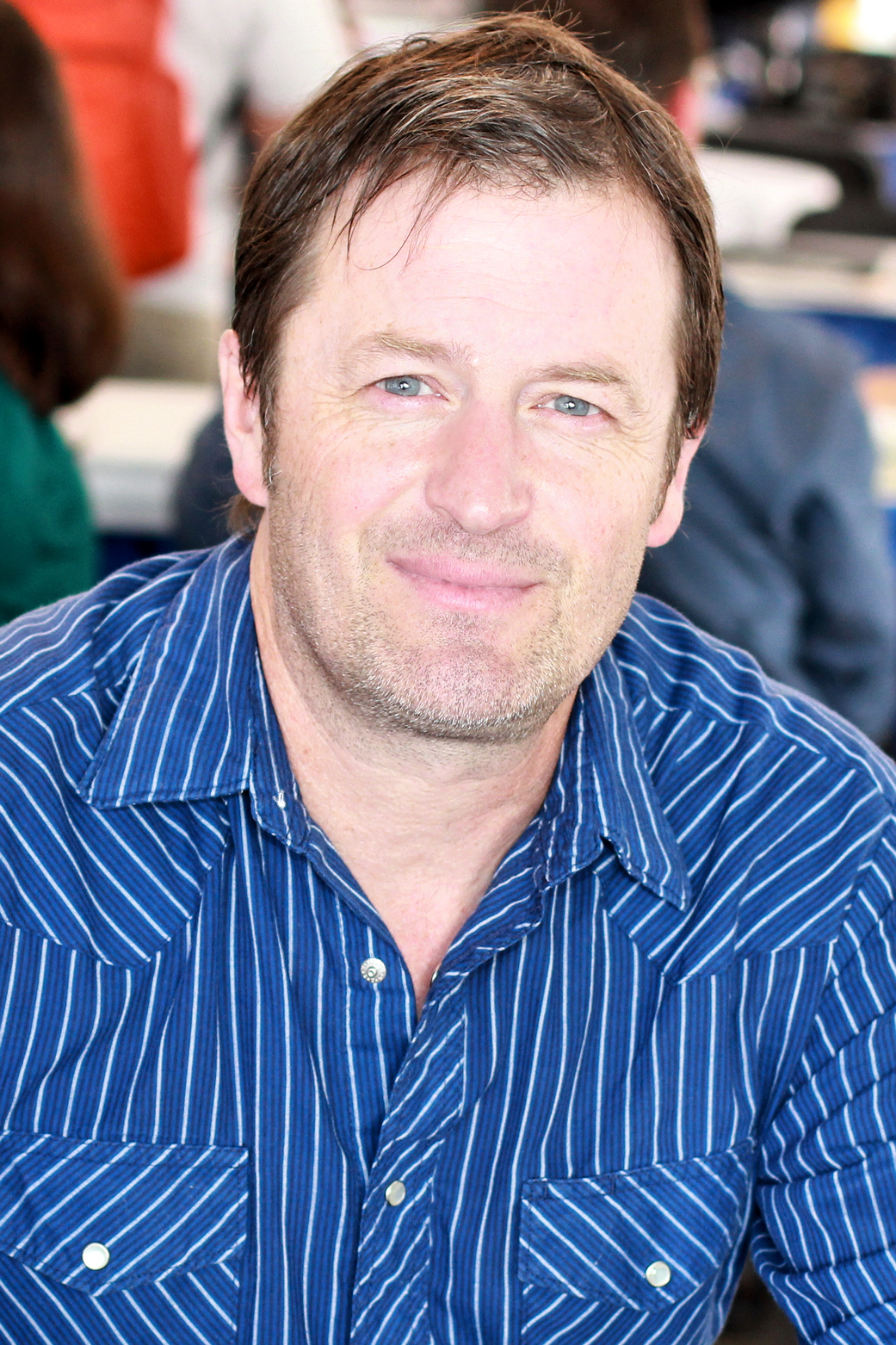
Willy Vlautin (* 1967)

- Vlay, Josef (* 1959), deutscher Fußballspieler
- Vlayen, André (1931–2017), belgischer Radrennfahrer
- Vlazny, John George (1937–2025), US-amerikanischer römisch-katholischer Geistlicher, Erzbischof von Portland in Oregon

### Vlc
- Vlček, Erik (* 1981), slowakischer Kanute
- Vlcek, Ernst (1941–2008), österreichischer Science-Fiction-Autor
- Vlček, Jaroslav (1860–1930), tschechoslowakischer Literaturhistoriker
- Vlcek, Jiri (* 1978), italienischer Ruderer
- Vlček, Miloslav (* 1961), tschechischer Politiker, Vorsitzender des Abgeordnetenhauses des Parlamentes
- Vlček, Petr (* 1973), tschechischer Fußballspieler
- Vlček, Stanislav (* 1976), tschechischer Fußballspieler
- Vlček, Tomáš (* 2001), tschechischer Fußballspieler
- Vlček, Václav (1839–1908), tschechischer Dramatiker, Journalist und Romanschriftsteller
- Vlčková, Karolína (* 2000), tschechische Tennisspielerin

### Vle
- Vleck, John Hasbrouck Van (1899–1980), US-amerikanischer Physiker
- Vleeming, Sven P. (* 1950), niederländischer Ägyptologe
- Vleeschauwer, Herman Jan de (1899–1986), belgischer Philosoph und Historiker
- Vleeschouwer, Lodewijk Joachim (1810–1866), flämischer Schriftsteller und Journalist
- Vleminckx, Björn (* 1985), belgischer Fußballspieler
- Vleminckx, Kobe (* 1998), belgischer Sprinter
- Vlemynck, Lambert († 1531), niederländischer Münzmeister
- Vlerken, Per van (* 1985), deutscher Triathlet
- Vlerken, Yvonne van (* 1978), niederländische TriathletinYvonne van Vlerken (* 1978)

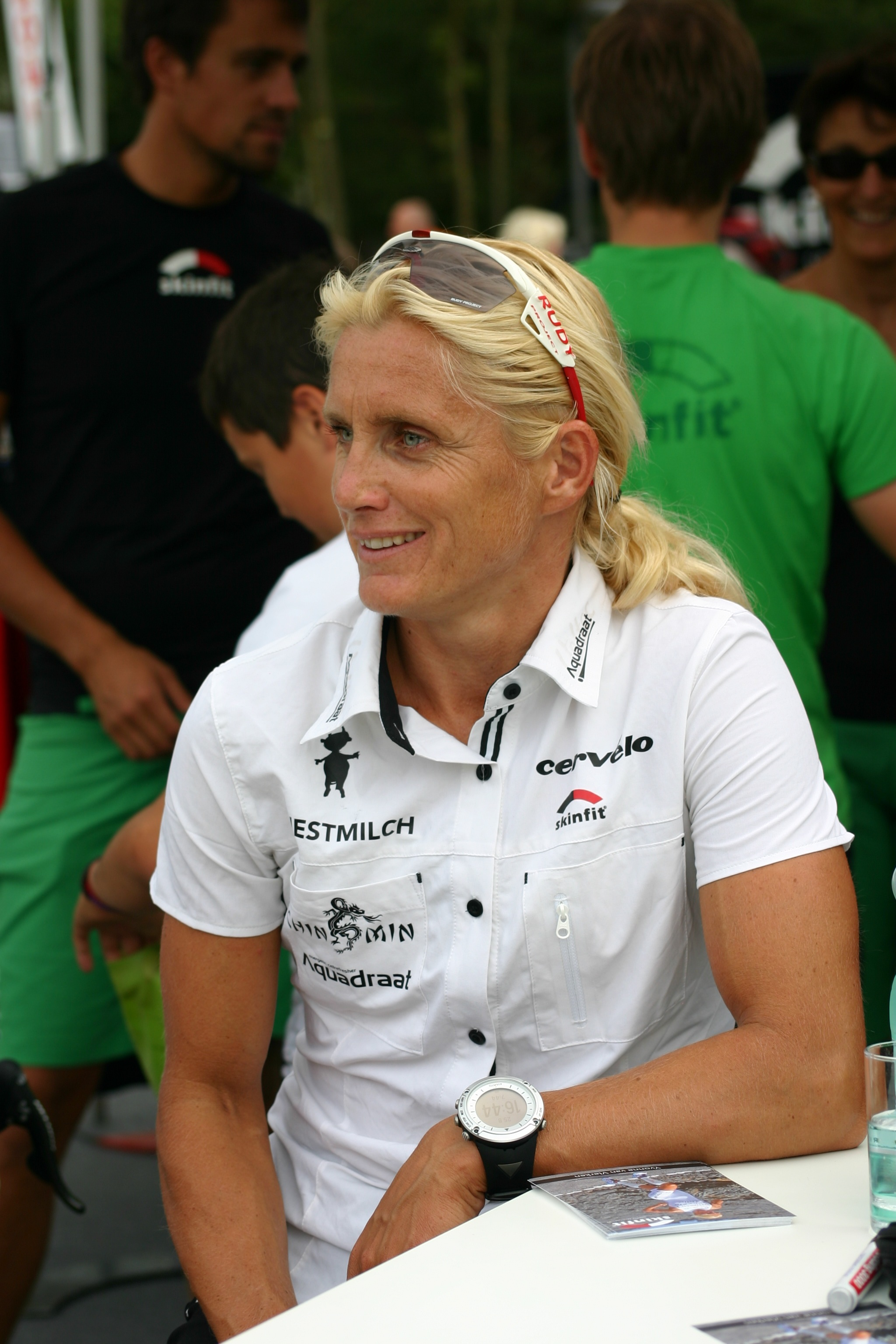
Yvonne van Vlerken (* 1978)

- Vletsis, Athanasios (* 1956), orthodoxer Theologe
- Vletter, Samuel de (1816–1844), niederländischer Maler und Radierer
- Vleugels, Johannes (1899–1978), deutscher Komponist, Musikpädagoge und Musikwissenschaftler
- Vleugels, Wilhelm (1893–1942), deutscher Ökonom und Soziologe
- Vleughels, Nicolas (1668–1737), französischer Maler
- Vleurinck, Léon (1899–1982), belgischer Ruderer
- Vleuten, Annemiek van (* 1982), niederländische RadrennfahrerinAnnemiek van Vleuten (* 1982)

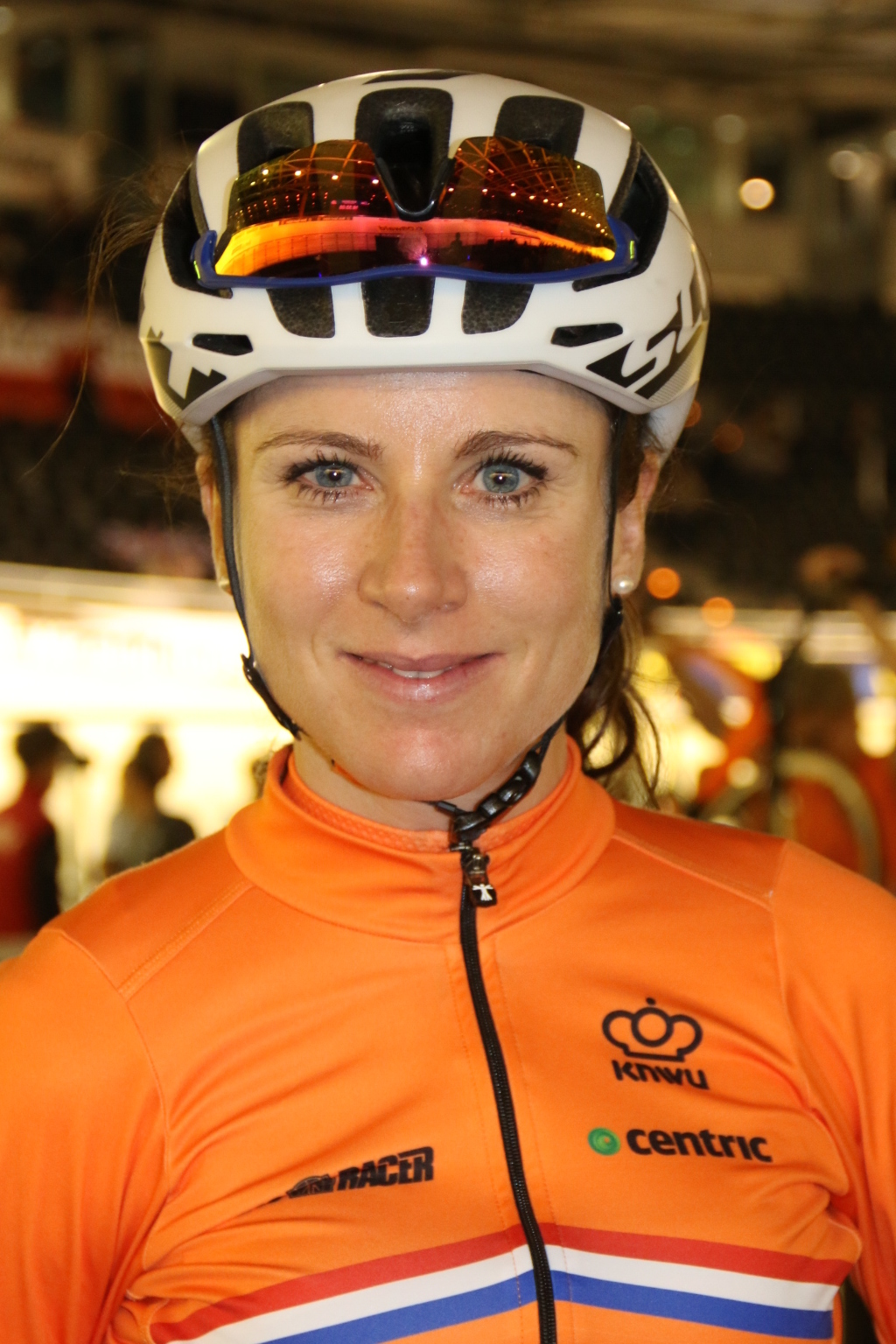
Annemiek van Vleuten (* 1982)

- Vleuten, Carl Ferdinand van (1874–1945), deutscher Mediziner und Schriftsteller
- Vleuten, Jos van der (1943–2011), niederländischer Radrennfahrer
- Vleuten, Maikel van der (* 1988), niederländischer Springreiter

### Vlh
- Vlhová, Petra (* 1995), slowakische Skirennläuferin

### Vli
- Vlieg, Petronella († 1737), niederländische Schauspielerin
- Vliegen, Erik (* 1978), belgischer Biathlet
- Vliegen, Joran (* 1993), belgischer Tennisspieler
- Vliegen, Kristof (* 1982), belgischer Tennisspieler
- Vliegen, Loïc (* 1993), belgischer Radrennfahrer
- Vlieger, Geert De (* 1971), belgischer Fußballtorwart
- Vlieger, Simon de (1601–1653), niederländischer Maler
- Vlieghuis, Kirsten (* 1976), niederländische Schwimmerin
- Vlies, Bernhard van der (1762–1846), niederländisch-russischer Wasserbauingenieur
- Vliet, André van (* 1969), niederländischer Organist
- Vliet, Arie van (1916–2001), niederländischer Radrennfahrer
- Vliet, Hendrick Cornelisz. van, holländischer Maler
- Vliet, Jef van (* 1949), niederländischer Fußballschiedsrichter
- Vliet, Jeremias Van (1602–1663), Kaufmann der Niederländischen Ostindien-Kompanie und Chronist siamesischer Geschichte
- Vliet, Jeroen van (* 1965), niederländischer Jazzmusiker
- Vliet, Leo van (* 1955), niederländischer Radrennfahrer
- Vliet, Loïs van (* 2005), niederländische Handballspielerin
- Vliet, Nikita van der (* 2000), niederländische Handballspielerin
- Vliet, Nita van, niederländische Radrennfahrerin
- Vliet, Petronella van (1926–2006), niederländische Schwimmerin
- Vliet, Sanna van (* 1974), niederländische Jazzmusikerin
- Vliet, Teun van (* 1962), niederländischer Radrennfahrer und Sportlicher Leiter
- Vliet, Toon van (1922–1975), niederländischer Jazz-Saxophonist
- Vliet, Wolfgang van (* 1958), deutscher Politiker (SPD)
- Vliet-Kuiper, Albertine van (* 1951), niederländische Politikerin (D66)
- Vliete, Gillis van den (1547–1602), flämischer Bildhauer
- Vlietinck, Thibault (* 1997), belgischer Fußballspieler
- Vlietman, Martinus (1900–1970), niederländischer Radrennfahrer
- Vliex, Jo (* 1942), niederländischer Komponist, Dirigent, Wertungsrichter, Kritiker, Pädagoge und Verleger
- Vlijmen, Henricus Theodorus Johannes van (1870–1954), alt-katholischer Bischof von Haarlem
- Vlijmen, Jan van (1935–2004), niederländischer Komponist
- Vlissides, John (1961–2005), US-amerikanischer Informatiker
- Vlist, Jantine van der (* 1985), niederländische Volleyball- und Beachvolleyballspielerin

### Vlk
- Vlk, Jaromír (* 1949), tschechoslowakischer Kugelstoßer
- Vlk, Miloslav (1932–2017), tschechischer Geistlicher, Bischof von Budweis, Erzbischof von Prag, Kardinal
- Vlk, Tomáš (* 1995), tschechischer Grasskiläufer
- Vlk, Wolfgang (* 1956), österreichischer Basketballspieler
- Vlkovská, Veronika (* 1997), tschechische Tennisspielerin

### Vll
- Vllasi, Azem (* 1948), jugoslawischer bzw. kosovarischer Politiker und RechtsanwaltAzem Vllasi (* 1948)

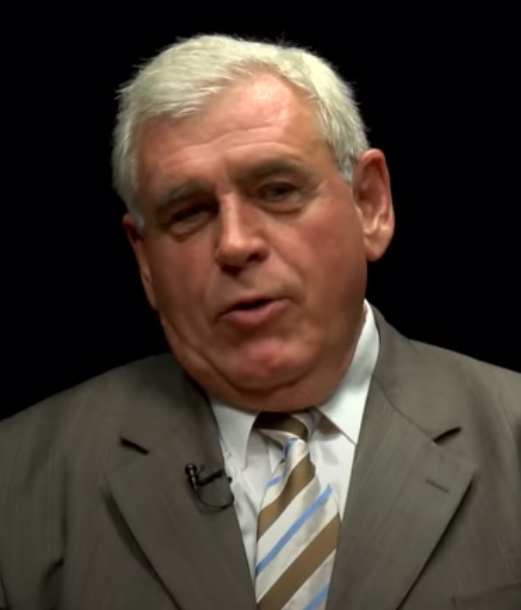
Azem Vllasi (* 1948)

### Vlo
- Vlodrop, Peter Van (1928–2023), deutscher Politiker (CDU)
- Vloeimans, Eric (* 1963), niederländischer Jazzmusiker (Trompete, Komposition)
- Vloet, Rai (* 1995), niederländischer Fußballspieler
- Vloet, Sanne (* 1995), niederländisches ModelSanne Vloet (* 1995)

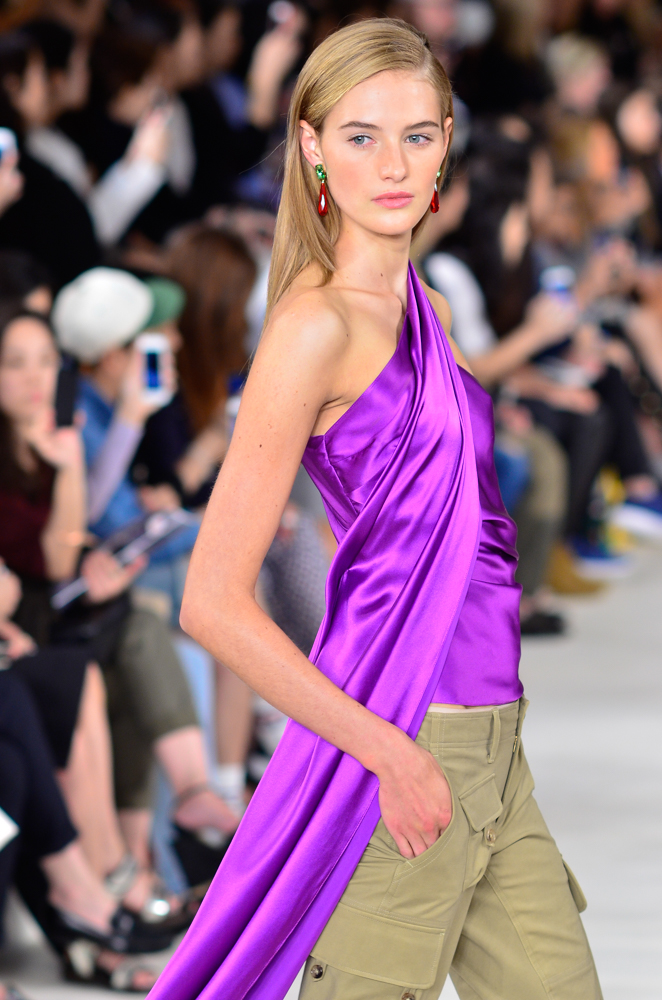
Sanne Vloet (* 1995)

- Vlok, Adriaan (1937–2023), südafrikanischer Minister für öffentliche Ordnung
- Vloon, Menno (* 1994), niederländischer Stabhochspringer
- Vlooswijck, Cornelis van (1601–1687), Bürgermeister von Amsterdam
- Vlora, Ekrem Bey (1885–1964), albanischer Adliger, Politiker und Autor
- Vlot, Cora (* 1964), niederländische Triathletin
- Vloten, Johannes van (1818–1883), niederländischer Schriftsteller
- Vloten, Willem van (1855–1925), niederländischer Hütteningenieur

### Vlu
- Vlugt, Guus van der (* 1953), niederländischer Badmintonspieler
- Vlugt, Harry de (1947–2016), niederländischer Fußballspieler
- Vlugt, Leendert van der (1894–1936), niederländischer Architekt
- Vlugt, Simone van der (* 1966), niederländische Autorin
- Vlugt, Willem van der (1853–1928), niederländischer Rechtswissenschaftler